# Греко-римская борьба на летних Олимпийских играх 1956 — до 87 кг
Соревнования по греко-римской борьбе в рамках Олимпийских игр 1956 года в полутяжлом весе (до 87 килограммов) прошли в Мельбурне с 3 по 6 декабря 1956 года в «Royal Exhibition Building».
Турнир проводился по системе с начислением штрафных баллов. За чистую победу штрафные баллы не начислялись, за победу по очкам борец получал один штрафной балл, за поражение по очкам со счётом решения судей 2-1 два штрафных балла, со счётом решения судей 3-0 или чистое поражение — три штрафных балла. Борец, набравший пять штрафных баллов, из турнира выбывал. Трое оставшихся борцов выходили в финал, проводили встречи между собой. Схватка по регламенту турнира продолжалась 12 минут. Если в течение первых шести минут не было зафиксировано туше, то судьи могли определить борца, имеющего преимущество. Если преимущество никому не отдавалось, то назначалось четыре минуты борьбы в партере, при этом каждый из борцов находился внизу по две минуты (очередность определялась жребием). Если кому-то из борцов было отдано преимущество, то он имел право выбора следующих шести минут борьбы: либо в партере сверху, либо в стойке. Если по истечении четырёх минут не фиксировалась чистая победа, то оставшиеся две минуты борцы боролись в стойке.
В полутяжёлом весе боролись 10 участников. Самым молодым участником был 22-летний Ойген Висбергер младший, самым возрастным 39-летний Дюла Ковач, для которого эта Олимпиада была третьей. Турнирные события проходили очень похоже на турнир в среднем весе. Фаворитом был опять советский борец, чемпион мира 1955 года Валентин Николаев. Победив в четырёх встречах, во всех по очкам, он обеспечил себе золотую медаль ещё до финальной встречи. В финале, так же как и в среднем весе, за серебряную медаль боролись болгарин и швед, Петко Сираков, и ветеран спорта Карл-Эрик Нильссон. Победил болгарин, а шведский борец к своим золотой и бронзовой олимпийским медалям добавил ещё одну бронзовую.

## Призовые места
- Валентин Николаев (URS)
- Петко Сираков (BUL)
- Карл-Эрик Нильссон (SWE)

## Первый круг
| Штрафных баллов | Участник 1               | Результат   | Участник 2                 | Штрафных баллов |
| --------------- | ------------------------ | ----------- | -------------------------- | --------------- |
| 1               | Адиль Атан (TUR)         | 2-1         | Дюла Ковач (HUN)           | 3               |
| 1               | Валентин Николаев (URS)  | 3-0         | Петко Сираков (BUL)        | 3               |
| 0               | Дэйл Томас (USA)         | Туше (7:15) | Ойген Висберегер мл. (AUT) | 3               |
| 1               | Карл-Эрик Нильссон (SWE) | 3-0         | Вейкко Лахти (FIN)         | 3               |
| 1               | Боб Штекле (CAN)         | 2-1         | Виктор Маха (AUS)          | 3               |

## Второй круг
| Штрафных баллов | Участник 1                 | Результат   | Участник 2        | Штрафных баллов |
| --------------- | -------------------------- | ----------- | ----------------- | --------------- |
| 4               | Петко Сираков (BUL)        | 2-1         | Адиль Атан (TUR)¹ | 4               |
| 2               | Валентин Николаев (URS)    | 3-0         | Дюла Ковач (HUN)  | 5               |
| 3               | Вейкко Лахти (FIN)         | Туше (2:45) | Дэйл Томас (USA)  | 3               |
| 3               | Ойген Висберегер мл. (AUT) | Туше (4:05) | Виктор Маха (AUS) | 6               |
| 1               | Карл-Эрик Нильссон (SWE)   | Туше (4:48) | Боб Штекле (CAN)  | 4               |

¹ Снялся с соревнований

## Третий круг
| Штрафных баллов | Участник 1               | Результат   | Участник 2                 | Штрафных баллов |
| --------------- | ------------------------ | ----------- | -------------------------- | --------------- |
| 4               | Петко Сираков (BUL)      | Туше (7:20) | Дэйл Томас (USA)           | 6               |
| 3               | Валентин Николаев (URS)  | 3-0         | Вейкко Лахти (FIN)         | 6               |
| 2               | Карл-Эрик Нильссон (SWE) | 3-0         | Ойген Висберегер мл. (AUT) | 6               |
| 4               | Боб Штекле (CAN)         | Пропускал   |                            |                 |

## Четвёртый круг
| Штрафных баллов | Участник 1              | Результат    | Участник 2               | Штрафных баллов |
| --------------- | ----------------------- | ------------ | ------------------------ | --------------- |
| 4               | Петко Сираков (BUL)     | Туше (11:53) | Боб Штекле (CAN)         | 7               |
| 4               | Валентин Николаев (URS) | 3-0          | Карл-Эрик Нильссон (SWE) | 5               |

## Финал

### Встреча 1
| Штрафных баллов | Участник 1          | Результат | Участник 2               | Штрафных баллов |
| --------------- | ------------------- | --------- | ------------------------ | --------------- |
|                 | Петко Сираков (BUL) | 3-0       | Карл-Эрик Нильссон (SWE) |                 |